# 聖胡安島國家歷史公園
聖胡安島國家歷史公園（英語：San Juan Island National Historical Park），位於美國華盛頓州的聖胡安島，由美國國家公園管理局擁有與營運。這座公園保留了豬戰期間，英國與美國陸軍駐紮的營地遺址，是當年兩國因邊界主權爭議而對峙的重要歷史見證。此兩個營地分別稱為「英國營地」（English Camp）與「美國營地」（American Camp），於1961年被指定為美國國家歷史地標，並在1966年列入美國國家史蹟名錄。同年，美國國會通過法案正式設立為國家歷史公園，並於2013年略微擴大其範圍。這座公園今日不僅保存了美英兩軍當年駐地的建築遺跡，也成為遊客了解美國與英國在西北太平洋地區歷史糾葛的重要據點。

## 原始定居地
聖胡安島位於普吉特灣，是聖胡安群島中最西邊的主要島嶼。這一群島被哈羅海峽與溫哥華島隔開，溫哥華島屬於加拿大英屬哥倫比亞省；而在東邊，聖胡安群島又與華盛頓州本土之間隔著羅薩里奧海峽。
大約在一萬一千年前，當最後一次冰河時期結束、大陸冰棚開始退卻時，這些島嶼首次有人類定居。這些最早的居民是六個中部海岸撒利希族群的祖先。考古證據顯示，早在六千至八千年前，這些島嶼就有人類從事狩獵與採集活動，而在英營與美營所在地區發現的貝塚則顯示，在歐洲人到來之前，這裡就已經有繁盛的村落存在。由於胡安·德·富卡海峽附近冬季氣候嚴酷，因此美營所在的區域很可能僅被用作季節性的臨時營地，主要用途為捕魚與採集食物；相較之下，英營所在地區則因為海灣較為遮蔽，較可能成為全年定居的理想地點。華盛頓大學所屬的伯克自然歷史和文化博物館派出的考古隊伍，在英營周邊地區發現了大量人類活動的證據，但尚無法確定此處是否曾有全年性定居行為。
歐洲人的探險行動在1770年代將天花帶入此地，對當地原住民社群造成毀滅性打擊。屬於海岸撒利希族群之一、其祖先曾在這些島嶼上居住的拉米族，目前正致力於恢復英營地區的傳統使用方式，包括使用礁網進行漁撈等活動。

## 領土爭議
《1846年俄勒岡條約》解決了美國與英國在美國西北地區的大部分邊界問題，但哈羅海峽與羅莎里奧海峽的選擇，卻成了雙方對聖胡安群島領土主張的核心。美方主張以較靠近溫哥華島的哈羅海峽為邊界，將聖胡安群島納入美國領土；英方則主張以羅莎里奧海峽為界，將該群島劃入英國版圖。雙方據此各自採取行動，美國移民前往聖胡安島上建立家園，而英國的哈德遜灣公司則在島南端設立農場。1859年，一位美國移民射殺了一頭誤闖農田、由英國人飼養的豬，這起事件成為日後被稱為「豬戰」的國際爭端導火線。美國定居者要求軍事保護，隨後美軍進駐並建立「美營」（American Camp）；英方則派遣英國皇家海軍軍艦前往，形成對峙。所幸雙方都未進一步升高衝突，最終達成協議，允許美英雙方各自保留駐軍，並共同等待外交解決方案。從1860年至1872年，英國皇家海軍陸戰隊駐紮於島嶼西北角的「英營」（English Camp），與南方的美營對峙共處。值得一提的是，美國駐軍中有一位軍官亨利·馬丁·羅伯特，他後來因編寫《羅伯特議事規則》而聞名於世。
這段軍事占領期間實際上相當和平，兩營之間甚至修築了一條道路。聖胡安村的美國居民也與英營和美營都有商業往來，彼此互動頻繁。到了1871年，作為《華盛頓條約》的一部分，美國與英國同意將聖胡安群島的主權歸屬問題交由德國皇帝威廉一世進行仲裁。隔年，威廉一世裁定以哈羅海峽為兩國的海上邊界，因而將聖胡安群島判給美國。
英國人在仲裁結果出爐後不久便撤離了他們的營地，而美國營地則逐漸縮編並減少使用範圍。營地內的建築物與財產有的被當作剩餘資產出售，有的則遭棄置。到了1876年，英國營地被農夫兼木匠的威廉·克魯克（William Crook）申請為自耕農地，他的兒子於20世紀初在營地區域內建造了一棟住宅。自1950年代起，克魯克家族開始將這片土地捐贈給州政府，州政府也自1951年開始陸續收購美國營地周邊土地。這些地產最終成為1966年建立的這座國家歷史公園的核心。

## 英國營地
英國營地位於島嶼西北岸的加里森灣（Garrison Bay）旁。如今，聯合王國國旗仍在此升起與降下，由公園巡守員每日執行升旗與降旗儀式，成為極少數並無外交地位卻由美國政府人員定期升掛他國國旗的地點之一。從英國占領時期保存至今的建築物包括軍需倉庫、兵舍、碉堡與醫院；其中醫院曾被出售並搬離原址，但後來由國家公園管理機構重新取得並運回原地。

## 美國營地
美國營地位於島嶼最南端的半島上，並部分重疊於最初哈德遜灣公司農場的所在地。公園範圍亦包含半島北岸的原「聖胡安村」（San Juan village）遺址，此村莊在邊界爭端落幕後遭到廢棄，並於1890年被完全焚毀。營地中保存下來的美軍建築共有三座：兩座軍官住所，以及一棟供洗衣女工居住與工作的房舍。

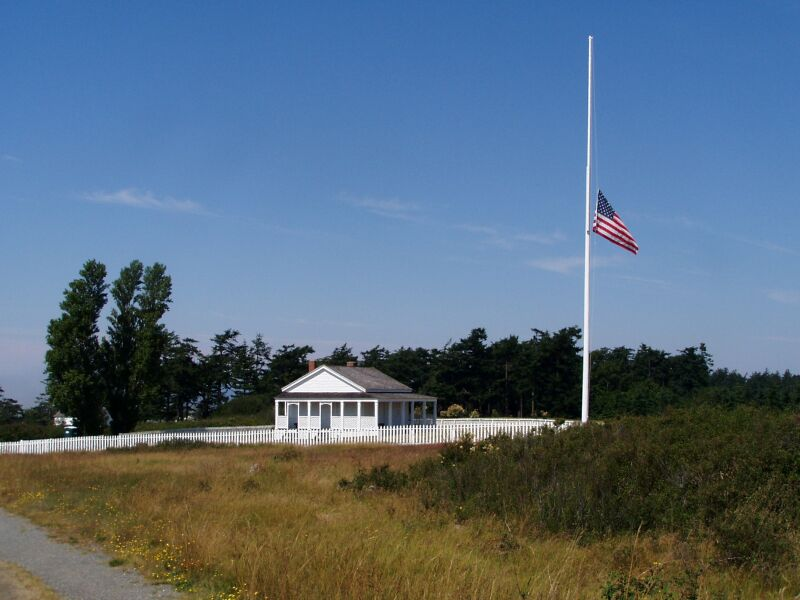
美國營地
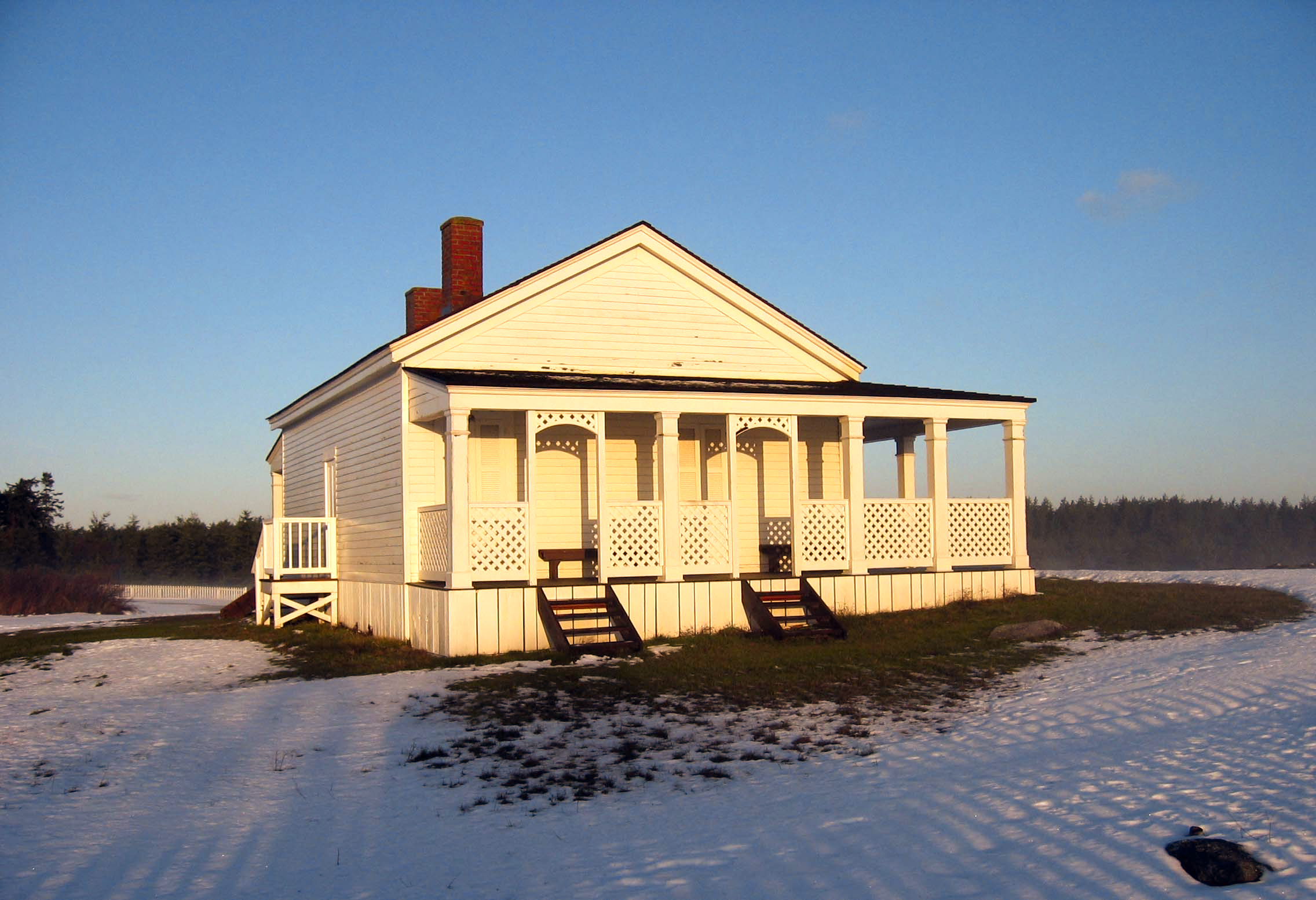
軍官宿舍

## 休閒娛樂
這座國家歷史公園占地達2,146英畝（868公頃），分為兩個主要區域：位於聖胡安島南端的「美國營地」與位於西北側的「英國營地」。兩處皆可免費進入，並設有遊客中心。美國營地內規劃了三條登山健行路線，其中之一通往芬雷森山（Mount Finlayson）山頂。英國營地則有鐘點步道（Bell Point Trail）、楊山步道（Young Hill Trail）以及米契爾山步道系統（Mitchell Hill Trail Network）。美國營地還包含位於胡安·德·富卡海峽沿岸的南灘（South Beach），可眺望奧林匹克山脈，以及位於格里芬灣的「七月四日海灘」（4 July Beach）。兩處營地皆設有皮艇下水點，方便遊客從水路探索周邊景色。

## 自然生態
美國營地草原是世界上唯一仍有存活族群的島嶼大理石蝶棲息地。這種蝴蝶曾一度被認為已絕種長達90年，直到1998年才重新被發現，並於2020年被正式列為瀕危物種。在美國營地常見的鳥類包括白頭海鵰、澤鷂、丑鴨、美洲金翅雀、大鵰鴞與魚鷹等。草原上常能見到狐狸活動，牠們主要以兔子為食。此外，從兩個營地都可能有機會觀賞到虎鯨、座頭鯨與灰鯨等大型鯨類，為來訪者帶來驚喜的野生動物觀察體驗。

## 外部連結
- 美國國家公園管理局的「聖胡安島國家歷史公園」官方網頁（英文）
- 美國聯邦土地辦公室週刊紀錄中的「聖胡安島國家歷史公園」相關資料（英文）